# Jardim Primavera (Manaus)
Jardim Primavera é um bairro da Zona Centro-Sul de Manaus.

## Dados do Bairro
- População: 11.409 moradores

## Transportes
Jardim Primavera é servido pelas empresas de ônibus Auto Ônibus Líder, Expresso Coroado e Viação São Pedro, que atualmente operam nas seguintes linhas:
| Linha | Origem                    | Empresa                            | Tarifa  | Principais pontos do trajeto |
| ----- | ------------------------- | ---------------------------------- | ------- | ---------------------------- |
| 407   | Jardim Primavera ↔ Centro | Auto Ônibus Líder/Expresso Coroado | R$ 3,80 | Av. Djalma Batista, Centro   |
| 409   | Jardim Primavera ↔ Centro | Viação São Pedro                   | R$ 3,80 | Cachoeirinha, Centro         |